# 1946年の日本公開映画
- 映画 > 映画の一覧 > 年度別日本公開映画 > 1946年の日本公開映画
- 映画 > 1946年の映画 > 1946年の日本公開映画

1946年の日本公開映画（1946ねんのにほんこうかいえいが）では、1946年（昭和21年）1月1日から同年12月31日までに日本で商業公開された映画の一覧を記載。作品名の右の丸括弧内は製作国を示す。
記載の凡例については年度別日本公開映画#凡例を参照

## 作品一覧

### 1月
- 3日
  - グランドショウ1946年（日本）[1][注 1]
- 17日
  - 檜舞台（日本）[1][注 2]
- 24日
  - ニコニコ大会 追ひつ追はれつ（日本）[1][4]
- 31日
  - 鉄腕ターザン（アメリカ）

### 2月
- 14日
  - キュリー夫人（アメリカ）
  - 陽気な女（日本）[1][5]
- 21日
  - 大曾根家の朝（日本）[1][4] - キネマ旬報ベスト1位
  - ヨシワラ（フランス）
- 28日
  - 粋な風来坊（日本）[1][4]
  - 春の序曲（アメリカ）

### 3月
- 28日
  - 浦島太郎の後裔（日本）[1][5]
  - ラインの監視（アメリカ）

### 4月
- 4日
  - 風雲のベンガル（アメリカ）
- 18日
  - エイブ・リンカーン（アメリカ） - キネマ旬報ベスト外国映画4位
  - 女性の勝利（日本）[1][4]
  - 迷へる天使（アメリカ）
- 25日
  - 民衆の敵（日本）[1][5]

### 5月
- 2日
  - 明日を創る人々（日本）[1][5]
  - 王国の鍵（アメリカ）
  - 拳銃の町（アメリカ）
  - 此の虫十万弗（アメリカ）
- 16日
  - 桃色の旅行鞄（アメリカ）
  - 麗人[1][5]
- 23日
  - 或る夜の接吻（日本）[1][6]
  - はたちの青春（日本）[1][7]
- 30日
  - 嘆きの白薔薇（アメリカ）
  - ブロードウェイ（アメリカ）

### 6月
- 13日
  - 俺もお前も（日本）[1][5]
  - 淑女と拳骨（アメリカ）
  - 待ちぼうけの女（日本）[1][7] - キネマ旬報ベスト4位
- 20日
  - カサブランカ（アメリカ）
- 27日
  - 最後の地獄船（アメリカ）
  - 人生とんぼ返り（日本）[1][5]
  - 呪いの家（アメリカ）

### 7月
- 4日
  - 最後の抱擁（アメリカ）
  - 天使（アメリカ）
- 11日
  - 或る夜の殿様（日本）[1][5] - キネマ旬報ベスト3位
  - お夏清十郎（日本）[1][6]
- 18日
  - 銀嶺セレナーデ（アメリカ）
  - 幽霊紐育を歩く（アメリカ）

### 8月
- 1日
  - アリゾナ（アメリカ）
  - 追憶（アメリカ）
  - 肉体と幻想（アメリカ）[8]
- 15日
  - 悪魔の金（アメリカ）
  - 情熱の航路（アメリカ）
- 27日
  - 恋の十日間（アメリカ）
- 29日
  - 運命の饗宴（アメリカ） - キネマ旬報ベスト外国映画2位

### 9月
- 10日
  - 生きてる死骸（アメリカ）
  - 霧の夜ばなし（日本）[1][注 3]

### 10月
- 1日
  - 東宝ショウボート（日本）[1][注 4]
  - 滝の白糸（日本）[1][6]
- 2日
  - 我が道を往く（アメリカ） - キネマ旬報ベスト外国映画1位
- 15日
  - パレットナイフの殺人（日本）[1][10]
- 29日
  - わが恋せし乙女（日本）[1][3] - キネマ旬報ベスト5位
  - わが青春に悔なし（日本）[1][注 5] - キネマ旬報ベスト2位

### 11月
- スポーツパレード（ソ連）
- 12日
  - うたかたの恋（フランス）
  - スポイラース（アメリカ）

### 12月
- 1日
  - のんきな父さん（日本）[1]
- 3日
  - 感激の町（アメリカ）
  - 緑のそよ風（アメリカ）
- 9日
  - 浮世はなれて（アメリカ）
- 10日
  - 南部の人（アメリカ） - キネマ旬報ベスト外国映画5位
- 15日
  - 歌麿をめぐる五人の女（日本）[1][3]
- 17日
  - 疑惑の影（アメリカ） - キネマ旬報ベスト外国映画3位
- 31日
  - 七つの顔（日本）[1][10]
  - 満月城の歌合戦（日本）[1]
  - 我が心の歌（アメリカ）